# Ariel Zeitoun
Ariel Zeitoun (Tunis, 26 de setembre de 1949) és un director, productor i guionista francès.
Zeitoun va començar com a productor l'any 1979 amb L'école est finie. Més tard, va escriure el guió i va dirigir Souvenirs, souvenirs.
El 2013 Zeitoun va dirigir el drama històric Angélique, basat lliurement en el llibre Angélique, the Marquise of the Angels d'Anne Golon, que li va valer el reconeixement internacional de la crítica i del públic.

## Filmografia

### Director
- 1984 : Souvenirs, Souvenirs
- 1988 : Saxo
- 1993 : Le Nombril du monde
- 1995 : Les chiens ne font pas des chats (TV)
- 1997 : Une femme très très très amoureuse
- 1997 : XXL
- 1998 : Bimboland
- 2001 : Yamakasi: Els samurais dels temps moderns
- 2007 : Le Dernier Gang
- 2013 : Angélique

### Productor
- 1979 : L'école est finie d'Olivier Nolin
- 1979 : Rien ne va plus de Jean-Michel Ribes
- 1980 : La Banquière de Francis Girod
- 1981 : Le Grand Pardon d'Alexandre Arcady
- 1982 : Le Grand Frère de Francis Girod
- 1983 : L'Homme blessé de Patrice Chéreau
- 1983 : La Palombière de Jean-Pierre Denis
- 1983 : Le Grand Carnaval d'Alexandre Arcady
- 1983 : Coup de foudre de Diane Kurys
- 1984 : Souvenirs, Souvenirs d'Ariel Zeitoun
- 1985 : Blanche et Marie de Jacques Renard
- 1986 : Descente aux enfers de Francis Girod
- 1986 : La Galette du roi de Jean-Michel Ribes
- 1988 : Saxo d'Ariel Zeitoun
- 1988 : L'Enfance de l'art de Francis Girod
- 1988 : Chouans ! de Philippe de Broca
- 1989 : Lacenaire de Francis Girod
- 1989 : Comédie d'été de Daniel Vigne
- 1989 : Baxter de Jérôme Boivin
- 1990 : Baby Blood d'Alain Robak
- 1990 : Toujours seuls de Gérard Mordillat
- 1990 : La Fille des collines de Robin Davis
- 1993 : Le Nombril du monde d'Ariel Zeitoun
- 1997 : Une femme très très très amoureuse d'Ariel Zeitoun
- 1998 : Bimboland d'Ariel Zeitoun
- 2002 : Gangsters d'Olivier Marchal
- 2003 : Père et Fils de Michel Boujenah
- 2004 : D'autres mondes de Jan Kounen
- 2004 : Blueberry, l'expérience secrète de Jan Kounen
- 2006 : Bandidas de Joachim Rønning
- 2007 : 3 Amis de Michel Boujenah
- 2007 : Le Dernier Gang d'Ariel Zeitoun
- 2011 : Colombiana d'Olivier Megaton (producteur délégué)
- 2012 : Operación E de Miguel Courtois
- 2016 : Miss Sloane de John Madden
- 2018 : Kursk de Thomas Vinterberg